# 宅間守
宅間 守（たくま まもる、1963年〈昭和38年〉11月23日 - 2004年〈平成16年〉9月14日）は、日本の無差別殺人犯。2001年（平成13年）6月8日に発生した附属池田小事件の犯人である。殺人罪などに問われ、2003年（平成15年）9月26日に死刑判決が確定、2004年9月14日に大阪拘置所で死刑を執行された（40歳没）。

## 経歴

### 生い立ち
宅間は兵庫県伊丹市の工場街にある工員家庭の家に生まれた。小学校時代の宅間は担任教諭から手を焼く乱暴者で悪質ないたずら小僧と言われ、たびたび問題行動を起こし、幼稚園入園前は三輪車で国道の中央を走って渋滞させたり、大きい石を投げて相手にけがさせる、走っている列車に向かって石を投げる、線路に石を置く悪質な列車妨害、弱いものいじめ、暴力行為を行ったりしていた。小学生時代のあだ名は『ゴン太くん』であり、犬や猫などの動物を新聞紙に包んで火をつけて殺害したこともあった。小学校卒業後も問題行為はエスカレートし、本人が事件後鑑定医に語ったところによれば、「好意を抱いていた女子生徒の弁当に精液をかけた」こともあるという。大人しくもなく、これらの悪事を繰り返す一方で、他人との協調性は極端に低く、悪仲間との徒党を組むこともできなかった。
小学5年生の時、同級生の女子からパイロットのおじさんの話を聞いて憧れる。その頃、大阪教育大付属池田校の存在を知り、勉強するようになるが、父親は「教育大付属中に入る子は小さなころから、家庭教師を付けとる。うちは機械工やから違うんだぞ」と諭した。成績は悪かったが、折れることもなく、中学に願書を取りに行くと、願書には内申も必要であった。願書を家に持ち帰り、受験は保護者同伴と母親に伝えると、「そんなん通るはずがないのに受けるだけ無駄や」と突き放され、受験を諦めた。小学生の頃から自衛隊に強い関心を持っており、「将来は自衛隊入るぞ〜」と大声で叫んだり、一人で軍歌を大声で歌っていたりしたこともあり、高校生になっても周囲の同級生に「俺は自衛隊入るからお前らとはあと少しの付き合いや」と発言していたこともあったという。また、高校時代に停学処分を受けた際、反省文にも「自衛隊は内申書一切関係なしの一発勝負」などと綴っていたこともあった。宅間は幼いころから「高学歴・高収入のエリート」に対する屈折した羨望、嫉妬を抱いていた。

### 初犯と精神科病院への入院
1979年（昭和54年）4月、兵庫県立の工業高校（尼崎市内）に入学したが、1981年（昭和56年）3月に2年で中退したあと、定時制高校に編入学するもすぐ退学したため、最終学歴は中卒であった。数か月間のガソリンスタンドでのアルバイトを経て、1981年末、18歳のときに憧れのパイロットになる為に航空自衛隊に入隊したが、視力が低い事から航空機整備に配属され夢は叶わなかった。その後、1983年（昭和58年）1月に1年強で除隊処分を受けている。除隊の理由について、鑑定書は「家出した少女を下宿させ、性交渉した」ために懲罰を受けたと記述している。
除隊後、2001年の池田小学校殺傷事件まで約20年近く、宅間は運送会社やトラック運転手、引越し業者など十数社にわたる転職を繰り返していたが、いずれも数週間から半年以内で退職している。精神的に荒れ、家族に暴力をふるったり、傷害、暴行などに走り、また高速道路を逆走するなど非行を行うようになった。またこの頃から、知り合いの女性を呼び出しては強引に肉体関係を結ぶことに耽溺するようになっていった。
1984年（昭和59年）11月21日、マンション管理会社に勤務していたときには家賃の集金と称して大阪市東淀川区の女性の部屋に上がり込み、顔面を数回殴りつけ、首を絞めるなどして強姦する事件を起こしている。
事件後、被害者の女性が警察に告訴したことを察知した宅間は、12月12日、母親をともない精神科を受診。「幻聴が聞こえる。だれかに陥れられる気がする」などと医師に言い、母親にも宅間に暴力を振るわれているとの旨の嘘を言わせて入院した。病院側は、当初は不安神経症との診断を下したが、宅間の虚偽の供述を信じ、のちに「統合失調症」と診断書や警察の照会への回答に記載している。一方、閉鎖病棟へ入れられ入院生活に不満を感じた宅間は、翌1985年（昭和60年）1月4日に5階屋上から隣接する車庫の屋上へ飛び降りて、開放性下顎骨および上顎骨骨折の重傷を負い、その後遺症も残った。宅間は後に母親に宛てた手紙でも、入院したのは警察から強姦事件で追及されるのを回避するためで、5階から飛び降りたのは「親に嫌がらせをするため」であったと記している。退院後、宅間は「世間への復讐心」から、さらに犯罪性向を強め、通り魔的な傷害や器物損害などを日常的に繰り返すようになる。後に精神鑑定を担当した医師は、このことが社会や勝ち組へのルサンチマンを強めた可能性を指摘している。
初犯の強姦事件では結局、大阪地方検察庁が派遣した医師に「性格異常であって、理非分別能力はある」と診断され、1986年（昭和61年）11月に懲役3年の実刑判決が確定。1989年（平成元年）3月11日まで刑務所に服役したが、服役中には両親との面会や手紙で、病院から飛び降りて骨折したのは母親が退院に関して協力してくれなかったためであるとし、その責任を取って出所後の生活費を出すように要求した。だが父親は、宅間に全く反省が見られないことからこれを拒否し、宅間の私物を下取りに出した金を本人に手渡しして勘当することを伝えた。
また宅間は、刑務所出所後にダンプやトラックの運転手を務めていた際、二件の危険運転致死事故を起こしたと後の精神鑑定で証言している。山奥で産業廃棄物をダンプで運ぶ仕事をしていた時に、前の車に対して煽り運転をしたところ、下りカーブで急ブレーキを踏みスピンしたダンプが対向のトラックと衝突し、運転手が数日後に死亡した。この件では「相手の車が割って入って来た」と嘘をついて、それ以上捜査されることはなかった。また首都高速の付近でトラックの運転をしていた際に、乗用車に対して煽り運転を繰り返しているうちに相手の車が側壁に衝突し、運転手が死亡した。すぐにその場を去ったため、事件として露見することはなかったという。

### 数度の結婚
1990年（平成2年）3月、宅間は看護婦と肉体関係を持とうと考え、看護婦試験合格者名簿の名前から調べた番号に電話を掛けることを繰り返す内に、19歳年上の女性と知り合った。そこで泌尿器科の医師であると嘘をついて接近し、肉体関係を結んだのち、6月14日に強引に結婚（1回目の結婚）。しかし直後に医師でないことが露見し、26日には離婚。10月12日には19歳年上の女性と結婚するが（2回目の結婚）、1993年（平成5年）9月に再度の強姦事件を起すなどしたため、翌1994年（平成6年）9月21日に離婚した。
また、1995年（平成7年）11月27日には、バス運転手をしていて知り合った44歳年上の女性と財産目当ての養子縁組をしたが、宅間が暴力を振るい金を取るなどしたため、1997年（平成9年）1月7日に協議離縁している。一方、1996年（平成8年）12月15日にはお見合いパーティーで2歳年上の女性と知り合っており、離婚歴を隠した上で執拗に結婚を迫った。この女性は乗り気ではなかったが、「結婚しなければ、お前を殺して私も死ぬ」などと言われたり、実家の住所を調べ上げられたりしていたため、周囲への迷惑を考えて1997年（平成9年）3月30日に結婚（3回目の結婚）。しかし妻は、宅間の粗暴な振る舞いや暴力を受けたり、周囲とトラブルを起こす宅間の姿を見るなどした上、過去の養子縁組の件を知ったため、離婚を決意した。
1998年（平成10年）10月18日には、お見合いパーティーで3歳年下の女性と知り合い、その後結婚（4回目の結婚）。しかし1999年（平成11年）に後述の薬物混入事件を起したため、同年3月31日に離婚した。

### 小学校での薬物混入事件
1993年（平成5年）、宅間は30歳のとき非常勤の地方公務員になり、伊丹市営バスの運転手（1993年から1997年まで）やクリーンセンターでのゴミ収集（1997年のみ）、伊丹市立池尻小学校の用務員（1998年と1999年）などを務めていたが、この間も市バスの運転を務めている最中に乗客の女性に「香水のにおいがくさい」ことを理由に女性の顔につばを吐きかけたうえに、言いがかりをつけてトラブルを起こし懲戒解雇されている。。小学校で用務員を務めていた際には、ごみを収集場所に持ってきた児童に「入れ方が悪い」と大声で怒鳴ることもあり、児童が校長に、宅間を辞めさせるよう頼んだこともあったという。1998年（平成10年）10月には、別れた妻を殴った傷害容疑で逮捕されている。
1999年（平成11年）3月12日、池尻小学校の用務員を務めていた宅間は、小学校教諭らが飲む茶に精神安定剤を混入させる事件を起こし、同月14日に傷害容疑で伊丹警察署に逮捕され、翌15日に書類送検された。調べによると宅間は12日正午、技能員室で精神安定剤入りの数錠の錠剤を急須の茶に溶かして飲んだが、約40分後に昼食を摂るため部屋に入ってきた教員が同じ急須にポットの湯を注ぎ足すと、宅間は精神安定剤が混ざっていることを知っていたにもかかわらず、そのまま教員らの湯呑みに茶を注いだ。約1時間半後になって、教員4人が目まいや口の痺れ、眠気などを訴えて、その後3日間入院した。
逮捕された宅間は調べに対し「妻から別れ話を切り出されたうえ、職場でもうまくいっておらず、視線を冷たく感じていた。教諭四人にうらみはないが、うっぷんをはらそうと、軽い気持ちでお茶を出してしまった」「先生達に無視され家族とも上手くいかず、人間関係による鬱憤を晴らしたかった」と話している。
校長は、宅間に怒鳴られた児童から苦情があったことを述べた上で「本人が家庭や仕事で悩んでいたようなので、何度か話し相手になって励ましてきたが残念」と述べている。14日に開いた臨時全校集会では、宅間の逮捕には触れなかったが「皆さんに心配をかけた」と頭を下げ、「命を大切に、明るく安全な学校を作りましょう」と話した。しかし宅間は「刑事責任を問えない」として刑事処分は受けず、神戸地検により不起訴処分となった。その後、宅間は同年4月12日付で分限免職となり、精神保健福祉法に基づき、兵庫県内の精神病院へ措置入院させられ（精神分裂病と診断）、本事件を起こすまで4回にわたり、入退院を繰り返した。また、同年11月には民家に忍び込んだとして住居侵入容疑で逮捕され、本事件直前の2001年（平成13年）2月には暴行・器物損壊容疑で書類送検されている。

### 事件直前の動向
その後ふたたび職を転々とするが、そのたびに暴行事件などを起こしたため長続きしていない。2000年（平成12年）11月からは池田市内の建設資材販売会社でトラック運転手を務めていたが、信号待ちで並んだ車の女性に「目が合った」とつばを吐きかけたり、前方に割り込んだ車を蹴るといった問題を起こし、2001年（平成13年）2月に懲戒解雇となっていた。事件当時住んでいたマンションでも、入居直後から「にらみつけられた」「つばを吐きかけられた」といったクレームが住民から寄せられており、大家は強制退去してもらうことを検討していたという。
十数社の職歴のうち、ある程度長続きした（1年以上）のは航空自衛隊と非常勤の地方公務員の2か所のみであり、それ以外はいずれもおよそ半年以内で退職したり懲戒解雇をされたりしている。また、初犯の強姦事件を除き、15回もの逮捕歴があったが、心神喪失を理由に不起訴処分になっている。

### 事件から死刑執行まで
そして宅間は2001年6月8日、附属池田小に侵入して1年生・2年生の児童8人を出刃包丁で刺殺し、15人（児童13人および教職員2人）を負傷させる事件を起こした。宅間は大阪府警の警察官によって現行犯逮捕され、殺人罪・殺人未遂罪などで大阪地方検察庁から大阪地方裁判所へ起訴された。
宅間は2003年（平成15年）8月28日に大阪地裁刑事第2部（川合昌幸裁判長）で死刑判決を言い渡されたが、開廷直前に不規則発言をして退廷させられており、主文は被告人である宅間が退廷させられた直後に読み上げられた。宅間は判決前から弁護団に対し、死刑判決が出ても控訴しないことを求めており、弁護団内部では「宅間の意向に反して控訴すべきではない」という意見も上がっていたが、最終的には「第一審で死刑を確定させるべきではない」として、弁護団独自の判断で控訴する方針を決め、宅間本人に「取り下げるのは自由だが、ゆっくり考えるように」と伝えた上で、9月10日付で大阪高等裁判所へ控訴した。しかし宅間は同月26日付で控訴を自ら取り下げ、第一審の段階で自ら死刑を確定させた。宅間は主任弁護士への手紙で「6か月以内、出来れば3か月以内の死刑執行を望みます」と記し、6か月以内に死刑を執行されなかった場合、「精神的に苦痛を受けた」として国家賠償請求訴訟を起こす準備も行っていた。また、今の境遇になったのは過去に入院した精神病院や家族のせいであるとして、「どうせ死刑になるんだったら一矢を報いたい」と、賠償請求訴訟を起こすことも考えていたという。
死刑確定後の2003年12月中旬、死刑確定者（死刑囚）となった宅間は支援者の女性（当時30歳代）と獄中結婚した。女性の両親は宅間との獄中結婚について猛反対だったため、実家に迷惑をかけないために、まず同じ死刑廃止活動をしている仲間との養子縁組を行って苗字を変えた上で結婚し、宅間は「吉岡」に改姓した。このほか、愛知県出身の既婚女性から告白を受けており、その女性とも文通を行っていた。
死刑確定から1年足らずの2004年（平成16年）9月14日、宅間（当時の姓名は「吉岡守」）は野沢太三法務大臣の発した死刑執行命令により、収監先の大阪拘置所で死刑を執行された（40歳没）。宅間の希望通り確定から約1年、事件発生から数えても約3年という早期で死刑執行がなされた。刑事訴訟法では死刑判決が確定してから6か月以内に法務大臣が死刑執行を命令し、それから5日以内に死刑を執行することが規定されているが、実際には戦後の一時期を除いて確定から半年で執行された事例はないとみられており、当時は死刑確定から執行まで約7、8年かかるのが通例とされていた。また1977年の法務省の国会答弁によれば1972年から1976年に死刑を執行された死刑囚の確定から執行までの平均期間は5年6か月とされていること、2000年以降宅間以前に死刑を執行された死刑囚はいずれも確定から執行まで4年以上経過していたことから、宅間の死刑執行は異例の早期執行と報じられており、実際に当時10年間では最短とされていた。宅間の場合は現場で現行犯逮捕されており、罪を認めている（冤罪の可能性がない）ことや、自ら早期の執行を求めていたこと、また被害者・遺族の被害感情の強さ、本人が贖罪の意思を示していないことなどが、早期執行に至った要因と見られている。
執行当日の朝食は摂取することが許されなかったが、宅間は執行直前に刑務官から受け取った煙草とリンゴジュースをゆっくり味わってから死刑台に消えていったという。死亡時刻は8時16分だった。宅間が最期に残し、妻が死刑執行後に刑務官から伝えられた言葉は「ありがとうって、僕が言ってたって伝えてください」とされている。妻に対しては感謝の気持ちを表すまでには至ったものの、事件によって犠牲になった被害者の児童やその遺族への謝罪は最期まで一切なかったとされる。また同日には福岡拘置所で、別の死刑囚1人の死刑も執行されている。なお、葬儀はマスコミが押しかけることと、費用面など経済的事情もあり難航し、信者ではなかったが大阪市内のキリスト教関係の施設で行われたという。

## 家系・家族とその環境
宅間の先祖は旧薩摩藩の貧しい下級武士で、宅間の家系では事件発生前まで代々誇りにしていた。宅間家の男子にも代々受け継がれ、法律や警察関係の仕事を行う者が多かった。
武士だった宅間の曽祖父は、明治維新の直後に丁髷を落として警察官に就任し、鹿児島県から奄美大島に渡ったあと、大阪・河内へ移住した。宅間の祖父は、宅間の父親が17歳になった年の春に死去している。宅間の父親は尋常小学校で学歴を終え（高等小学校とも）、宅間家一家の大黒柱として、幼い兄弟を含む6人の家族を養ってきた。
宅間の父親は、宅間の祖父と幼いころから自宅の庭で木刀を打ち合っていたといい、「自分は薩摩武士だ」との強烈なプライドを生涯持ち続けていた。父親によれば「『誰にも迷惑をかけない』というのは、大きな私のテーマでありました」と語っている。また、「（宅間家の男子は）何代にも渡って厳しい修身教育（道徳）を受けてきたため、（宅間家の男子は）『真のサムライたれ』と教育された。ワシも父親に厳しくそれを仕込まれたし、どんな出身地や身分にも関係なく『教育勅語』というものがあった。これがあったから日本人はちゃんとしとったんですよ」という。父親は極めて平凡な頑固親父で、人生の勝利者にはなり得なかったが自分の人生にプライドを持っていたという。
宅間の父親は、家に生活費を入れないで酒ばかり飲み、家族全員に対して暴力を振るったり、家族の前で刃物を振り回し、これが原因で母親は別居をしていたことがあった。宅間自身も父親から虐待を受けて育った（なお、父親自身も虐待や育児放棄されて育っていた様子である）。宅間は暴力をふるう父親を憎悪し、寝ている間に包丁で刺殺してやろうと思ったこともあると述懐している。宅間が自衛隊を退職して非行に走るようになると親子関係はさらに悪化し、取っ組み合いをして父親が宅間を何度も石で殴打する出来事もあった。事件後、父親は宅間のことを「物事が上手くいかないとすべて人のせいにする人間」と評している。
宅間の母親は、家事、育児が苦手であり、家事のほとんどは父親が担当し、一種のネグレクト状態であったと指摘される。宅間を身ごもった時、母親は妊娠を喜ぶ父親に対して「あかんわ、これ、堕ろしたいねん私。あかんねん絶対」と語っていたという。また、母乳をあげることも嫌がっていたことからも分かるように、宅間の母親は宅間には全く愛情を注がなかったうえに、宅間が中学を受験する際には、「お前なんか産まれてこなければよかった」と罵詈雑言を浴びせられたと、事件後に宅間のマンションから押収されたノートに書かれていた。
宅間は両親に対して、けんかをした際に「ヤクザを使ってお前らの生活滅茶苦茶にしてやる」「死ぬまで苦しめてやる」と語っていた。
宅間には7歳歳上の実兄が一人いたが、破綻した実弟の存在に心を病み、1999年3月の42歳時に首吊り自殺している（頸動脈を出刃包丁で切ったとも）。宅間の母親も長期にわたって心を病み、精神病院に数十年以上入院生活し、2016年（平成28年）末に亡くなった。父親は事件後マスコミや周囲の人間から批判を受けて命を狙われる危険性もあったため自宅前にパトカーが常駐していた時期もあった。これらのバッシングを受けて逃避するために父親は酒に溺れて入院していたが、獄中の宅間は「宮﨑勤の父のように自殺して欲しかった」と語っている。その後宅間の父は2019年（令和元年）に体調を崩し2020年（令和2年）4月に肺がんにより88歳で死去した。